# Eulophia graminea
Eulophia graminea är en orkidéart som beskrevs av John Lindley. Eulophia graminea ingår i släktet Eulophia och familjen orkidéer. Inga underarter finns listade i Catalogue of Life.

## Bildgalleri

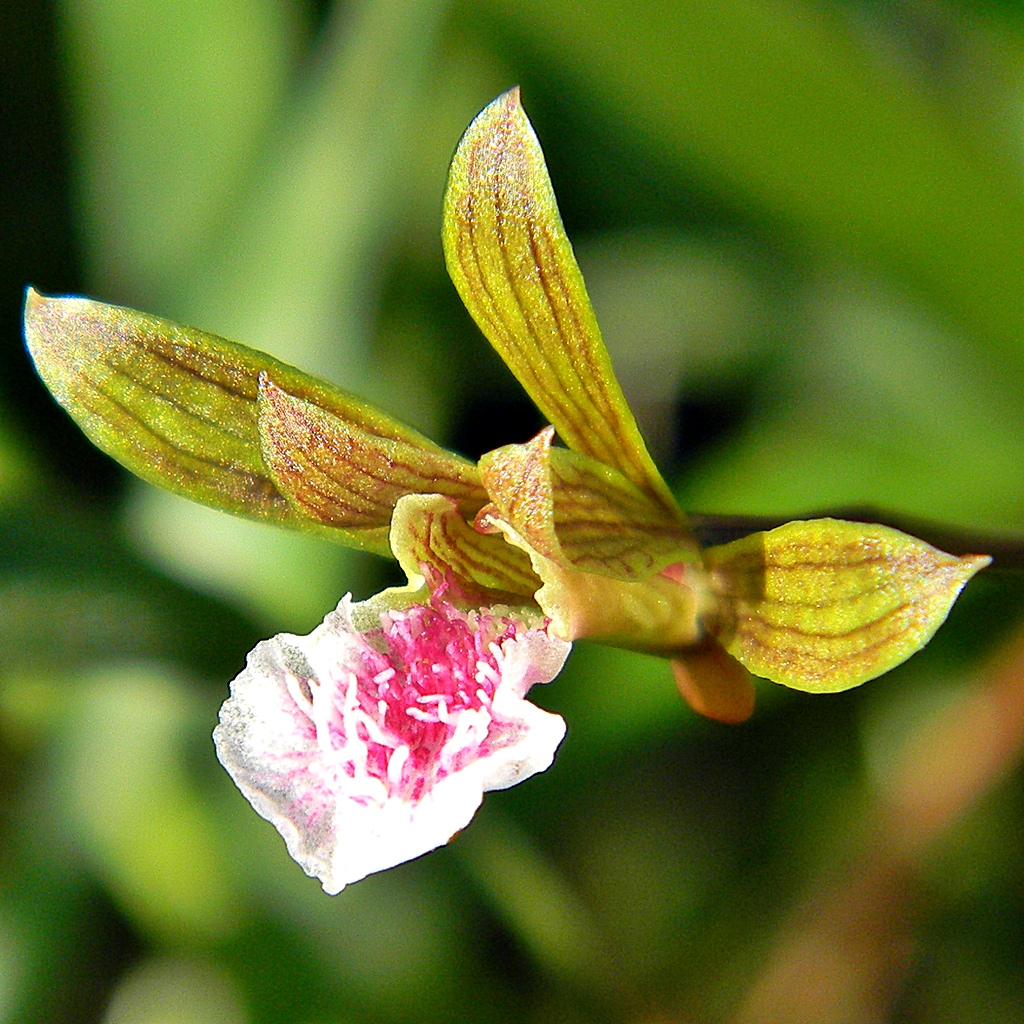